# Woo Ha-ram
Woo Ha-ram (kor. 우하람; ur. 21 marca 1998) – południowokoreański skoczek do wody, olimpijczyk z Rio de Janeiro 2016, z Tokio 2020 i z Paryża 2024.

## Udział w zawodach międzynarodowych
| Impreza                       | Rok  | Miejsce            | Konkurencja                            | Wynik  | Wynik   |
| Impreza                       | Rok  | Miejsce            | Konkurencja                            | Punkty | Miejsce |
| ----------------------------- | ---- | ------------------ | -------------------------------------- | ------ | ------- |
| Igrzyska olimpijskie          | 2016 | Rio de Janeiro     | trampolina 3 m indywidualnie           | 364.10 | 24.     |
| Igrzyska olimpijskie          | 2016 | Rio de Janeiro     | wieża 10 m indywidualnie               | 414.55 | 11.     |
| Igrzyska olimpijskie          | 2020 | Tokio              | trampolina 3 m indywidualnie           | 481.85 | 4.      |
| Igrzyska olimpijskie          | 2020 | Tokio              | wieża 10 m indywidualnie               | 374.50 | 16.     |
| Igrzyska olimpijskie          | 2020 | Tokio              | wieża 10 m synchronicznie mężczyzn     | 396.12 | 7.      |
| Igrzyska olimpijskie          | 2024 | Paryż              | trampolina 3 m indywidualnie           | 374.15 | 11.     |
| Mistrzostwa świata w pływaniu | 2013 | Barcelona          | trampolina 1 m indywidualnie           | 315.75 | 21.     |
| Mistrzostwa świata w pływaniu | 2013 | Barcelona          | wieża 10 m indywidualnie               | 321.90 | 27.     |
| Mistrzostwa świata w pływaniu | 2013 | Barcelona          | trampolina 3 m synchronicznie mężczyzn | 377.34 | 10.     |
| Mistrzostwa świata w pływaniu | 2013 | Barcelona          | wieża 10 m synchronicznie mężczyzn     | 386.22 | 8.      |
| Mistrzostwa świata w pływaniu | 2015 | Kazań              | trampolina 1 m indywidualnie           | 399.55 | 9.      |
| Mistrzostwa świata w pływaniu | 2015 | Kazań              | trampolina 3 m indywidualnie           | 491.50 | 7.      |
| Mistrzostwa świata w pływaniu | 2015 | Kazań              | wieża 10 m indywidualnie               | 382.65 | 28.     |
| Mistrzostwa świata w pływaniu | 2015 | Kazań              | trampolina 3 m synchronicznie mężczyzn | 368.88 | 15.     |
| Mistrzostwa świata w pływaniu | 2015 | Kazań              | wieża 10 m synchronicznie mężczyzn     | 421.80 | 7.      |
| Mistrzostwa świata w pływaniu | 2015 | Kazań              | konkurs drużynowy                      | 331.95 | 12.     |
| Mistrzostwa świata w pływaniu | 2017 | Budapeszt          | trampolina 1 m indywidualnie           | 360.05 | 13.     |
| Mistrzostwa świata w pływaniu | 2017 | Budapeszt          | trampolina 3 m indywidualnie           | 420.10 | 19.     |
| Mistrzostwa świata w pływaniu | 2017 | Budapeszt          | wieża 10 m indywidualnie               | 435.60 | 10.     |
| Mistrzostwa świata w pływaniu | 2017 | Budapeszt          | trampolina 3 m synchronicznie mężczyzn | 396.90 | 8.      |
| Mistrzostwa świata w pływaniu | 2017 | Budapeszt          | wieża 10 m synchronicznie mężczyzn     | 391.17 | 7.      |
| Mistrzostwa świata w pływaniu | 2019 | Gwangju            | trampolina 1 m indywidualnie           | 406.15 | 4.      |
| Mistrzostwa świata w pływaniu | 2019 | Gwangju            | trampolina 3 m indywidualnie           | 478.80 | 4.      |
| Mistrzostwa świata w pływaniu | 2019 | Gwangju            | wieża 10 m indywidualnie               | 477.25 | 6.      |
| Mistrzostwa świata w pływaniu | 2019 | Gwangju            | trampolina 3 m synchronicznie mężczyzn | 372.33 | 10.     |
| Mistrzostwa świata w pływaniu | 2019 | Gwangju            | wieża 10 m synchronicznie mężczyzn     | 401.67 | 6.      |
| Mistrzostwa świata w pływaniu | 2023 | Fukuoka            | trampolina 1 m indywidualnie           | 385.50 | 7.      |
| Mistrzostwa świata w pływaniu | 2023 | Fukuoka            | trampolina 3 m indywidualnie           | 314.30 | 22.     |
| Mistrzostwa świata w pływaniu | 2023 | Fukuoka            | trampolina 3 m synchronicznie mężczyzn | 331.62 | 18.     |
| Mistrzostwa świata w pływaniu | 2024 | Doha               | trampolina 3 m indywidualnie           | 424.50 | 8.      |
| Igrzyska azjatyckie           | 2018 | Dżakarta-Palembang | trampolina 1 m indywidualnie           | 382.70 | brąz    |
| Igrzyska azjatyckie           | 2018 | Dżakarta-Palembang | trampolina 3 m indywidualnie           | 422.75 | 6.      |
| Igrzyska azjatyckie           | 2018 | Dżakarta-Palembang | wieża 10 m indywidualnie               | 477.55 | brąz    |
| Igrzyska azjatyckie           | 2018 | Dżakarta-Palembang | trampolina 3 m synchronicznie mężczyzn | 412.74 | srebro  |
| Igrzyska azjatyckie           | 2018 | Dżakarta-Palembang | wieża 10 m synchronicznie mężczyzn     | 406.05 | srebro  |